# 汉斯·福格
汉斯·福格（丹麥語：Hans Fogh，1938年3月8日—2014年3月14日），丹麦、加拿大男子帆船运动员。他曾代表丹麦、加拿大参加1960年、1964年、1968年、1972年、1976年和1984年夏季奥林匹克运动会帆船比赛，获得一枚银牌和一枚铜牌。